# Neocrepidodera femorata
Neocrepidodera femorata is een keversoort uit de familie bladkevers (Chrysomelidae). De wetenschappelijke naam van de soort werd in 1813 gepubliceerd door Leonard Gyllenhaal.